# Сєрово (Матюшкинська волость)
Сєрово (рос. Серово) — присілок в Опочецькому районі Псковської області Російської Федерації.
Населення становить 32 особи. Входить до складу муніципального утворення Варигинська волость.

## Історія
Від 2015 року входить до складу муніципального утворення Варигинська волость.

## Населення
| 2001 | 2002 | 2010 | 2014 | 2015 | 2016 |
| ---- | ---- | ---- | ---- | ---- | ---- |
| 44   | ↘40  | ↘31  | ↗33  | ↗34  | ↘32  |